# Deng-dit
Deng-dit je bog stvarnik in bog dežja pri Dinkih v Sudanu.
Bog Deng-dit, kar pomeni veliko deževje, s svojim kijem sproži strelo in ljudem na zemlji podarja dež in plodnost.